# Diocesi di Saetabis
La diocesi di Saetabis (in latino: Dioecesis Sitabensis) è una sede soppressa e sede titolare della Chiesa cattolica.

## Storia
Saetabis, corrispondente all'odierna città di Xàtiva, fu un'antica sede episcopale della Spagna visigota, i cui vescovi sono noti per la loro partecipazione a vari concili di Toledo. La sede scomparve con l'occupazione araba della Spagna.
Dal 1969 Saetabis è annoverata tra le sedi vescovili titolari della Chiesa cattolica; dal 22 luglio 2000 il vescovo titolare è Joaquín Mariano Sucunza, vescovo ausiliare di Buenos Aires.

## Cronotassi

### Vescovi
- Mutto † (prima del 589 - dopo il 597)
- Florenzio † (prima del 633 - dopo il 636)
- Atanasio † (prima del 653 - dopo il 675)
- Isidoro I † (menzionato nel 681)
- Asturio † (menzionato nel 683)
- Isidoro II † (prima del 688 - dopo il 693)

### Vescovi titolari
- Paul-Pierre-Marie-Joseph Pinier † (31 gennaio 1970 - 5 gennaio 1971 dimesso)
- László Kádár, O.Cist. † (8 febbraio 1972 - 7 gennaio 1975 nominato vescovo di Veszprém)
- Antônio Celso Queiroz † (10 ottobre 1975 - 9 febbraio 2000 nominato vescovo di Catanduva)
- Joaquín Mariano Sucunza, dal 22 luglio 2000